# Tyrrhenogammarus sardous
Tyrrhenogammarus sardous is een vlokreeftensoort uit de familie van de Gammaridae. De wetenschappelijke naam van de soort is voor het eerst geldig gepubliceerd in 1989 door Karaman & Ruffo.